# 漱石と倫敦ミイラ殺人事件
『漱石と倫敦ミイラ殺人事件』（そうせきとろんどんミイラさつじんじけん）は、島田荘司による日本の推理小説。1984年に集英社から刊行された。吉川英治文学新人賞の候補作などになった。夏目漱石の最後の下宿とシャーロック・ホームズの住居ベーカー街221Bが近いことから生まれた作品である。
ロンドン在住のパイスン氏の納屋からワトスン博士の未発表原稿が発見され、国会図書館に眠っていた夏目漱石の「倫敦覚書」とともに発表するという設定である。13の章からなる物語は章ごとに、漱石の覚え書きのスタイルと、ホームズ物のスタイルで交互に語られる。漱石が語り手になる部分では、クライマックスまでは、ホームズはコカイン中毒で精神に異常をきたした人物として描かれ、ワトソンが記述する部分では、ホームズは名探偵の姿で描かれるという趣向である。生き別れになった弟と暮らし始めた財産家の夫人の屋敷で、弟がミイラとなって死んでしまうという超自然的な事件を、漱石とホームズが協力して解決するという物語である。漱石がロンドン留学中にしばしば下宿を変わったことや、クレイグ先生の描写などが物語に組み込まれている。

## 書誌情報
- 『漱石と倫敦ミイラ殺人事件』 集英社（1984年9月）ISBN 4-08-775054-X
- 『漱石と倫敦ミイラ殺人事件』 集英社文庫（1987年10月）ISBN 4-08-749262-1
- 『漱石と倫敦ミイラ殺人事件』 光文社文庫（2009年9月）ISBN 978-4-334-74568-4
- 『島田荘司全集 II』改訂完全版（2008年1月）PP.604-771ISBN 978-4-523-26422-4

## 漫画
『チャンピオンRED』（秋田書店）にて、2019年7月号から2021年9月号まで連載。全26話。作画は嶋星光壱。
- 嶋星光壱『漱石と倫敦ミイラ殺人事件』 秋田書店〈チャンピオンREDコミックス〉、全4巻
  1. 2020年1月20日発売、ISBN 978-4-253-23339-2
  2. 2020年8月20日発売、ISBN 978-4-253-23340-8
  3. 2021年10月20日発売、ISBN 978-4-253-23367-5
  4. 2021年10月20日発売、ISBN 978-4-253-23369-9